# كفير أبو خنان
كفير أبو خنان هي منطقة  تقع في محافظة مأدبا في شمال غرب الأردن. على بعد عدة أميال من  شمال مادبا . 